# Dolichopus orichalceus
Dolichopus orichalceus är en tvåvingeart som beskrevs av Gosseries 1989. Dolichopus orichalceus ingår i släktet Dolichopus och familjen styltflugor. Inga underarter finns listade i Catalogue of Life.